# Tacinga saxatilis
Tacinga saxatilis är en kaktusväxtart som först beskrevs av Friedrich Ritter, och fick sitt nu gällande namn av Nigel Paul Taylor och Stuppy. Tacinga saxatilis ingår i släktet Tacinga och familjen kaktusväxter.

## Underarter
Arten delas in i följande underarter:
- T. s. estevesii
- T. s. saxatilis